# Lamprosema aplicalis
Lamprosema aplicalis là một loài bướm đêm trong họ Crambidae.